# Србова
Србова (рум. Sârbova) сеоско је насеље у Румунији поред реке Тамиша. Окружено је насељима Кевереш, Бакова и Хитијаш. Припада општини Раковица у жупанији Тимиш. Налази се осам километара далеко од градића Бузјаша. Име је добило несумњиво по Србима, који су до половине 18. века били већинско становништво у том крају.

## Историја
Село је настало у 17. веку, око цркве дрвене освећене 1693. године. Када је ослобођен Банат од Турака 1717. године у месту "Sirbova" је забележено 52 дома. Школа је отворена 1740. године, а у исто време подигнута и нова православна црква од чврстог материјала. Данашњи православни храм је подигнут 1909. године, на месту старе, срушене 1908. године.
Аустријски царски ревизор Ерлер је 1774. године констатовао да место „Сирбова” припада Тамишком округу, Чаковачког дистрикта. Становништво је било претежно влашко. Када је 1797. године пописан православни клир ту је био само један свештеник. Парох, поп Мојсеј Поповић (рукоположен 1792) служио се само румунским језиком.
Године 1846. место "Сирбова" припада Жебељском протопрезвирату. Село има 718 становника, а парох је поп Георгије Поповић. Православно парохијско звање постоји од 1770. године, а прве су уведене црквене матрикуле рођених и крштених 1779. године, па затим остале (1789, 1786). У народну основну школу иде 22 ученика, којима предаје учитељ Давид Абрахам.
Србова је након Првог светског рата, била у жижи интересовања Југославије и Румуније. Било је то у вези разграничења - поделе Баната, на Мировној конференцији у Паризу. Име села и неки становници који су имали српска имена и презимена, били су адут за потраживање те територије од српске стране. Ту су по југословенским тврдњама, бар неколико векова живели Срби. Румунска страна није имала одговоре на та питања. Место је ипак дефинитивно припало Краљевини Румунији, али Румуни нису били задовољни решењем. Зато су 1935. године довели у Србову своје истражитеље из Кришане Темишвара, да разреше недоумице. Месецима су вршили детаљна испитивања становништва: медицинска, стоматолошка, антрополошка, историјска, социолошка, фолкористичка и друга. Написана је и објављена монографија о селу Србови 1939. године. Румунски тим је тако утврдио да то место иако носи српско име, никакве везе нема са Србима. Становници који су имали српска имена и презимена, нису знали зашто су "Срби", јер наводно нису имали ништа са Србима. Испало је да су они у ствари "посрбљени" од стране српске црквене јерархије, јер су ови по тврдњи румунских стручњака  (према краниометријској анализи!) били "расни Дачијски Румуни". О било каквој могућности румунизације Срба ту по њима није било ни говора.